# Eric Hosking
Eric John Hosking, OBE (* 2. Oktober 1909 in London; † 22. Februar 1991) war ein englischer Fotograf, der vor allem für seine Naturaufnahmen bekannt wurde. 

## Leben und Werk
Eric Hosking wurde in London geboren, wo er zeitlebens ansässig blieb. Im Jahr 1929 begann er seinen Versuch sich als professioneller Naturfotograf zu etablieren, ein damals sehr gewagtes Unternehmen, da die Naturfotografie noch ganz von meist wohlhabenden Liebhabern betrieben wurde. Obwohl er verschiedene neue Techniken der Vogelfotografie entwickelte, blieb der Erfolg während der ersten Jahre seiner Laufbahn dementsprechend bescheiden.  
Sein Durchbruch kam erst, nachdem landesweit in der Presse über die Attacke eines Waldkauzes auf Eric Hosking berichtet worden war, in deren Folge er schließlich sein linkes Auge verlor. Hoskings bekannteste Aufnahme ist Barn Owl with Prey (Schleiereule mit Beute) aus dem Jahre 1934. Seine 1970 veröffentlichte Biografie An Eye for a Bird (Ein Auge für einen Vogel) ist das meistgelesene seiner Bücher. Eric Hosking hat aber eine Reihe weiterer Bücher geschrieben und veröffentlicht. 
Eric Hosking war Vorsitzender der Nature Photographic Society, Vizepräsident der British Ornithologists’ Union und der Royal Society for the Protection of Birds und Vizepräsident ehrenhalber der Royal Photographic Society. Er wurde von der Royal Society for the Protection of Birds 1974 mit einer Goldmedaille ausgezeichnet und erhielt den Order of the British Empire im Jahre 1977 für seine Naturaufnahmen und seiner Arbeit im Umweltschutz.

## Werke
- Friends at the Zoo. (1933)
- Intimate Sketches from Bird Life. (1940)
- Art of Bird Photography. (1944)
- Birds of the Day. (1944)
- Birds of the Night. (1945)
- More Birds of the Day. (1946)
- The Swallow. (1946)
- Masterpieces of Bird Photography. (1947)
- Birds in Action. (1949)
- Birds Fighting. (1955)
- Bird Photography as a Hobby. (1961)
- Nesting Birds. (1967)
- An Eye for a Bird. (1970)
- Eric Hosking's Birds - Fifty Years of Photographing Wildlife. gemeinsam Kevin MacDonnell, Pelham Books 1979, ISBN 0-7207-1163-0.